# Акварельная монотипия
Акваре́льная Моноти́пия (фр. aquarelle «водянистая» ← итал. Acquarello, др.-греч. µóνος — один, единственный, др.-греч. τυπος — изображение, отпечаток) на впитывающем краску материале (бумаге) — разновидность графического искусства и техники печатной графики. Изображение в этой технике наносится художником акварельной краской на бумагу, в отличие от классической монотипии, акварельная краска должна полностью высохнуть. Перед печатью акварельный оригинал погружается в воду, чтобы акварельная краска размокла, но не потекла. С увлажнённой акварели производится печать на увлажнённую бумагу под давлением на офортном станке. Возможность тиражирования отсутствует, можно получить только один качественный отпечаток, второй получается бледным. Сложность акварельной монотипии в правильном увлажнении оригинала, при чрезмерном увлажнении акварельная краска расплывётся не получится отпечаток.